# Merci professeur !
Merci professeur ! est une émission francophone quotidienne d'étude de la langue française, diffusée sur TV5 et présentée par le linguiste Bernard Cerquiglini.

## Concept
Cette émission présente avec humour et simplicité les difficultés linguistiques, étymologiques, orthographiques et grammaticales de la langue française en utilisant un format court de deux minutes par explication. Les téléspectateurs peuvent poser des questions à Bernard Cerquiglini, qui seront directement diffusées ou lues par Marie Dauphin qui intervient en voix off.
Il existe 1276 épisodes fin 2018, tous diffusés et disponibles en intégralité sur internet.
En 2015, est éditée une application pour Android et iPhone, donnant accès à plusieurs épisodes de l’émission et comprenant un questionnaire ludique sur la langue française.